# Cantó de Saint-Denis-Sud
El cantó de Saint-Denis-Sud és un antic cantó francès al districte de Saint-Denis (departament de Sena Saint-Denis) que incloia la totalitat del municipi de l'Île-Saint-Denis i part dels de Saint-Denis i Saint-Ouen.
Va desaparèixer al 2015 i el seu territori es va dividir entre el Cantó de Saint-Denis-1 i el Cantó de Saint-Ouen.
| Data d'elecció                           | Identitat            | Partit | Qualitat |
| ---------------------------------------- | -------------------- | ------ | -------- |
| 1967-2001                                | Josiane Akoun-Andros | PCF    |          |
| 2001-2008                                | Ronan Kerrest        | PCF    |          |
| 2008-                                    | Mathieu Hanotin      | PS     |          |
| les dades anteriors no són pas conegudes |                      |        |          |

| Població sense dobles comptes a partir de 1990 |